# رالف هال
رالف هال  (به انگلیسی: Ralph Moody Hall؛ ۳ مهٔ ۱۹۲۳ – ۷ مارس ۲۰۱۹) سیاستمدار و نمایندهٔ حوزهٔ انتخابیهٔ چهارم تگزاس از حزب جمهوری‌خواه ایالات متحده آمریکا در مجلس نمایندگان ایالات متحده آمریکا بود که برای نخستین‌بار در تاریخ ۳ ژانویهٔ ۱۹۸۱، به‌عضویت این مجلس درآمد. وی در ۷ مارس ۲۰۱۹، در سن ۹۵ سالگی درگذشت.